# Kelpfische
Kelpfische (Chironemus) sind eine Gattung der Büschelbarschartigen (Cirrhitioidei). Die Fische leben in den Tangwäldern (kelp forests) an den Küsten Australiens und Neuseelands. Gelegentlich werden auch einige Vertreter der Klippfische (Clinidae) als Kelpfische bezeichnet.

## Merkmale
Kelpfische haben eine typische Barschgestalt. Ihre Rückenflosse besteht aus einem hartstrahligen Teil, der von 14 bis 16 Flossenstrahlen gestützt wird, und einem weichstrahligen, der 15 bis 21 Weichstrahlen hat. Die Afterflosse hat sechs bis acht Weichstrahlen. Das Gaumenbein der Kelpfische ist zahnlos, das Pflugscharbein ist bezahnt. Die Zähne sind konisch oder bürstenartig. Kelpfische werden je nach Art 20 bis 40 Zentimeter lang. Sie haben ein tarnendes scheckiges Muster in verschiedenen Brauntönen.

## Systematik
Es gibt sechs Arten:
- Chironemus bicornis (Steindachner, 1898)
- Chironemus delfini (Porter, 1914)
- Chironemus georgianus Cuvier, 1829
- Chironemus maculosus Richardson, 1850
- Chironemus marmoratus Günther, 1860
- Chironemus microlepis Waite, 1916